# Ardonea rosada
Ardonea rosada là một loài bướm đêm thuộc phân họ Arctiinae, họ Erebidae.